# 益信
益信（やくしん、天長4年（827年）- 延喜6年3月7日（906年4月3日））は、平安時代前期の真言宗の僧。俗姓は紀氏で武内宿禰の後胤であり、備後国品治郡（現・広島県福山市新市町）の生まれ。父は山城守・紀魚弼、京都の男山石清水八幡宮の開基で大安寺の僧行教は実兄。
真言宗の開祖弘法大師空海からは第4世の直系で、東密広沢流の祖とされる。俗称は円成寺僧正。諡号は｢本覚（ほんがく）大師｣。

## 経歴
備後国品治郡の現在の小字で正仁（しょうにん）と呼ばれる地で品治家（ほんじ）に生まれた。櫻山城、鳶尾城、御池なども備後一宮吉備津神社の境内地となっており、正仁はその中にある集落となっている。
幼少期は、正仁から隣接する本坊に居が移り、吉備津神社本殿の背後にある洞穴を経蔵として独学に励んだと伝わる。この辺りでは、経蔵の事を輪蔵と呼び、近隣に他にも洞穴が複数ある。吉備津神社北側の谷は輪蔵谷という地名となっている。
奈良の大安寺で出家し、元興寺の明詮に法相を、薬師寺の隆光に性相を学んだが飽きたらず、貞観寺創建で空海の実弟真雅に師事した。しかし道半ばで真雅が入寂。次いで師事した後入唐僧正宗叡も密教の法を授ける前に入寂してしまった。これを聞き及んだ真言第3世源仁は、朝廷に阿闍梨位灌頂の勅許を奏請した。仁和3年（887年）正月29日に官符を賜ると、源仁はただちに東寺の金剛峰楼閣を開き、益信に阿闍梨位灌頂を授けた。その後益信は仁和4年（888年）に東寺権律師、891年東寺律師、892年東寺少僧都、894年東寺法務僧綱、900年3月2日には僧正に昇任。この他昌泰2年（899年12月28日）石清水八幡宮の初代検校・東大寺別当を兼務し、906年3月7日に東寺長者法務となり78歳で円成寺に入寂した。
益信は｢国師中の国師｣と称され、昌泰2年（899年）10月24日、33歳の宇多上皇が仁和寺で出家する際には受戒の師となり、落飾した宇多上皇は寛平法皇（法号は空理/金剛覚）と名乗った。同年11月益信は法皇に東大寺で具足戒も授けている。さらに延喜元年12月13日、東寺灌頂院にて、益信は大阿闍梨として法皇に伝法灌頂を授け、継承者とした。
延喜年間、法皇の幼少時の養母尚侍藤原淑子が重病となり、宮中に壇を設け加持祈祷を行った。無事平癒した淑子は益信に深く帰依し、｢亡夫・右大臣藤原氏宗の菩提供養と、皇祚安泰・万民福利のために｣と、洛東椿峯の西麓にある広大な山荘を精舎として円成寺（圓城寺）と号し、ここに第一世開山として益信を迎えた。益信は円成寺僧正として同寺に没した。
諡号の｢本覚大師｣は、初め小野流の観賢が宗祖空海のために選び、宮中に奏上した諡号だったが、延喜21年（921年）醍醐天皇は空海の著書から｢弘法利生｣を見出し、空海には敢えて｢弘法｣を諡った。長年宙に浮いていた由緒ある｢本覚｣の諡号は、没後400年を経た徳治3年（1308年）2月3日に後二条天皇より益信に諡られ、同時に大僧正位も贈られた。
益信の門流は京都洛西に発達した広沢流で、聖宝の始めた小野流と並び、のちに東寺の密教を継ぐ｢野沢（やたく）十二流｣（さらに｢三十六流｣）と呼ばれるようになった。広沢流は、仁和寺の仁和御流（真言宗御室派）をはじめ、西院流・保寿院流・華蔵院流・忍辱山流・伝法院流・持明院流・観音院流・常喜院流などの諸派に継承されている。